# Mandas
Mandas is een gemeente in de Italiaanse provincie Zuid-Sardinië (regio Sardinië) en telt 2401 inwoners (31-12-2004). De oppervlakte bedraagt 45,0 km², de bevolkingsdichtheid is 53 inwoners per km².

## Demografie
Mandas telt ongeveer 865 huishoudens. Het aantal inwoners daalde in de periode 1991-2001 met 6,9% volgens cijfers uit de tienjaarlijkse volkstellingen van ISTAT.
| Jaar | Inwoneraantal |
| ---- | ------------- |
| 1991 | 2648          |
| 2001 | 2464          |

## Geografie
De gemeente ligt op ongeveer 491 m boven zeeniveau.
Mandas grenst aan de volgende gemeenten: Escolca, Gergei, Gesico, Nurri, Serri, Siurgus Donigala, Suelli.

## Externe link

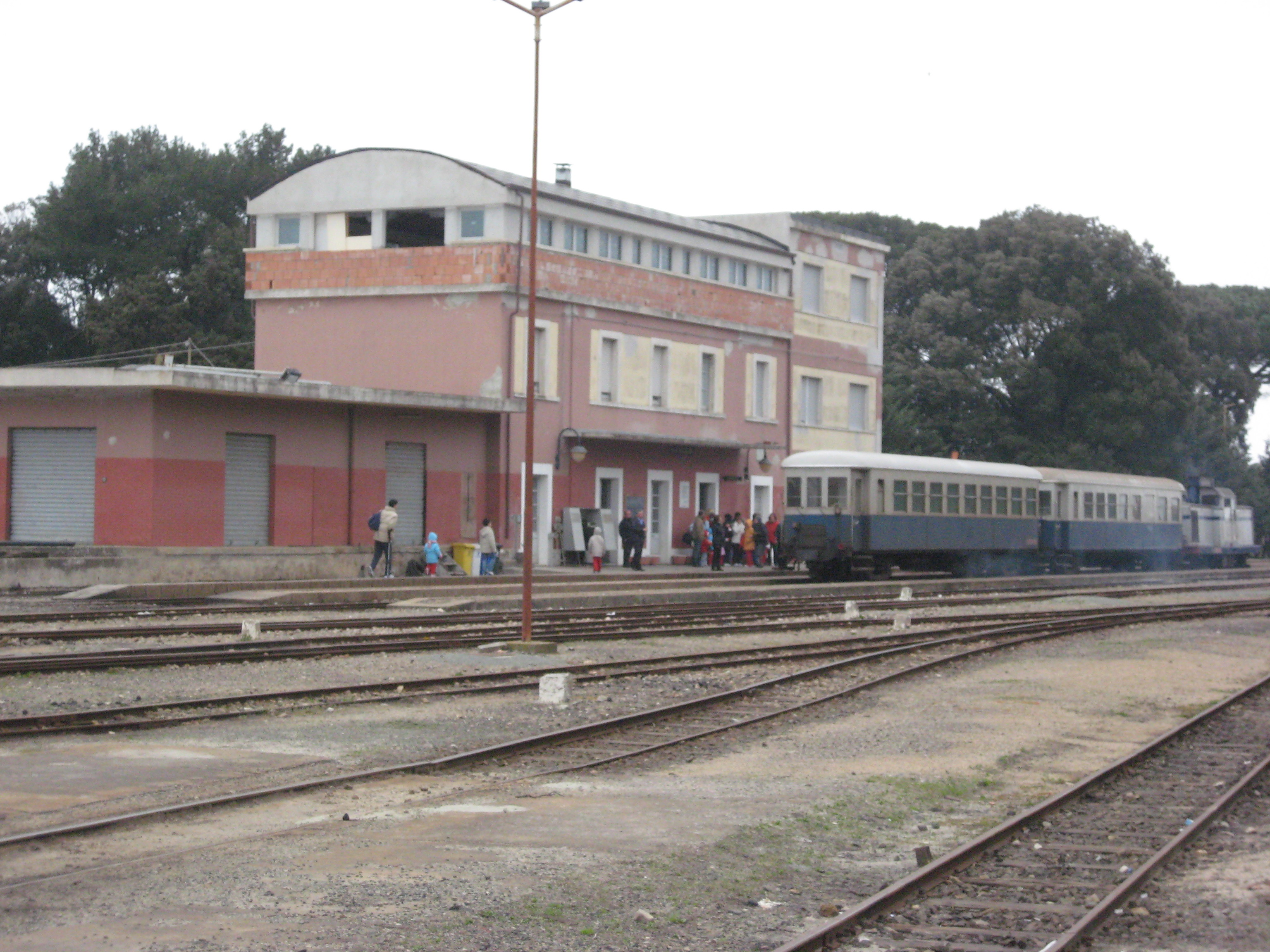
Station van Mandas